# Terengganu Football Club
La Terengganu Football Club (malayo: Kelab Bola Sepak Terengganu) es un equipo de fútbol de Malasia que milita en la Superliga de Malasia, la liga de fútbol más importante del país.
Fue fundado en el año 1972 en la localidad de Kuala Terengganu, en Terengganu y nunca ha ganado el título de liga, aunque cuenta con 3 subcampeonatos y 4 títulos de Copa en 8 finales disputadas.
A nivel internacional ha participado en 1 torneo continental, en la Copa AFC, donde fue eliminado en los Octavos de final por el Kelantan FC, también de Malasia.

## Palmarés
- Premier League de Malasia: (2)

1990, 1998
- Copa de Malasia: (1)

2001
- Copa FA de Malasia: (2)

2000, 2011
- Malasia Charity Shield: (1)

2001

## Participación en competiciones de la AFC
- Copa AFC: 1 aparición

2012 - Octavos de final

## Jugadores destacados

### De Malasia
- Muhammad Syahmie
- Abdul Hadi Yahya
- Abdul Manaf Mamat
- Abdul Ghani Malik
- Durahim Jamaluddin
- Hairuddin Omar
- Ismail Faruqi Asha'ri
- Jaafar Salleh
- Joseph Kalang Tie
- K. Rajan
- Liew Kit Kong
- Mazlizam Mohamad
- Mohd Ashaari Shamsuddin
- Mohd Azlan Ismail
- Mohd Faizal Muhammad
- Mohd Helmi Remeli
- Mohd Marzuki Yusof
- Mohd Muhaimin Omar
- Mohd Muslim Ahmad
- Mohd Noor Derus
- Mohd Norfarhan Mohamad
- Mohd Sharbinee Allawee Ramli
- Mohd Syamsuri Mustafa
- Mohd Zubir Azmi
- Mohd Nafuzi Zain
- Norfazly Alias
- Norhisham Hassan
- Ronny Harun
- Rosdi Talib
- Sapian Abdul Wahid
- Subri Sulong
- Syamsul Saad
- Tengku Hazman Raja Hassan
- Ahmad Yunus Mohd Alif

### Extranjeros
- Samuel Chebli
- Fabio Flor
- Gleisson
- Hélton
- Jocian
- Jurandir dos Santos
- Luis Fernando Gomes
- Marcos Alexandre
- Sharlei
- Jean Nyima
- Marian Valach
- Thomas Hossmang
- Frank Pastor
- Francis Gyemfyi
- Seidu Issifu[2]
- Francis Forkey Doe
- Marlon Ricardo Van Der Sander
- Edward Dipreye
- Emmanuel Ekwueme
- Peter Nieketien
- John Onwedegu
- Alfa Potowabawi
- Chanda Bwalya